# 둔덕초등학교
둔덕초등학교는 대한민국 경상남도 거제시 둔덕면 청마로 159 (거림리)에 있었던 초등학교이다.

## 연혁
- 1932년 9월 20일 둔덕공립보통학교(4년제) 개교(설립인가 8월 20일)
- 1938년 4월 1일 둔덕공립심상소학교(6년제)로 개칭
- 1941년 4월 1일 둔덕공립국민학교로 개칭
- 1950년 4월 1일 둔덕국민학교로 개칭
- 1996년 3월 1일 둔덕초등학교로 개칭
- 1998년 3월 1일 상동분교장 통폐합
- 1999년 9월 1일 숭덕초등학교로 통폐합